# Секша (приток Тальши)
Секша — река в России, протекает в Камешковском районе Владимирской области. Устье реки находится в 6,6 км по правому берегу реки Тальши. Длина реки составляет 18 км.
Исток реки в лесах западнее посёлка имени Горького. Река течёт на восток, протекает посёлок имени Красина, село Тынцы, деревни Рябиновка, Симаково, Балмышево, Ступино. Впадает в Тальшу у посёлка имени Кирова.

## Данные водного реестра
По данным государственного водного реестра России относится к Окскому бассейновому округу, водохозяйственный участок реки — Уводь от истока и до устья, речной подбассейн реки — Бассейны притоков Оки от Мокши до впадения в Волгу. Речной бассейн реки — Ока.
По данным геоинформационной системы водохозяйственного районирования территории РФ, подготовленной Федеральным агентством водных ресурсов:
- Код водного объекта в государственном водном реестре — 09010301012110000033199
- Код по гидрологической изученности (ГИ) — 110003319
- Код бассейна — 09.01.03.010
- Номер тома по ГИ — 10
- Выпуск по ГИ — 0